# Кэр (Ирландия)
Кэр (Кахер; англ. Cahir [ˈkɛər]; ирл. Cathair) — (переписной) посёлок в Ирландии, находится в графстве Южный Типперэри (провинция Манстер). Важная достопримечательность — Замок Кэйр.
Железнодорожная станция около посёлка открыта 1 мая 1852 года.

## Демография
Население — 3381 человек (по переписи 2006 года). В 2002 году население составляло 2794.
Данные переписи 2006 года:
| Общие демографические показатели |               |                               |                               |      |      |
| Всё население                    | Всё население | Изменения населения 2002—2006 | Изменения населения 2002—2006 | 2006 | 2006 |
| 2002                             | 2006          | чел.                          | %                             | муж. | жен. |
| 2794                             | 3381          | 587                           | 21,0                          | 1732 | 1649 |

В нижеприводимых таблицах сумма всех ответов (столбец «сумма»), как правило, меньше общего населения населённого пункта (столбец «2006»).
| Религия (Тема 2 — 5 : Число людей по религиям, 2006) |             |                |             |            |       |      |
| Католики, чел.                                       | Католики, % | Другая религия | Без религии | не указано | сумма | 2006 |
| 2948                                                 | 87,2        | 266            | 119         | 48         | 3381  | 3381 |

| Этно-расовый состав (Этничность. Тема 2 — 3 : Постоянное население по этническому или культурному происхождению, 2006) |            |              |       |        |        |            |       |       |
| Белые ирландцы | Лухт-шулта | Другие белые | Негры | Азиаты | Другие | Не указано | сумма | 2006  |
| 2455 | 39         | 642          | 35    | 34     | 49     | 62         | 3316  | 3381  |
| Доля от всех отвечавших на вопрос, %                                                                                   |            |              |       |        |        |            |       |       |
| 74,0 | 1,2        | 19,4         | 1,1   | 1,0    | 1,5    | 1,9        | 100   | 98,11 |

1 — доля отвечавших на вопрос о языке от всего населения.
| Владение ирландским языком (Тема 3 — 1 : Число людей от 3 лет и старше по способности говорить по-ирландски, 2006) |      |            |       |       |
| Владеете ли Вы ирландским языком?                                                                                  |      |            |       |       |
| Да | Нет  | Не указано | сумма | 2006  |
| 1066 | 2106 | 66         | 3238  | 3381  |
| Доля от всех отвечавших на вопрос о языке, %                                                                       |      |            |       |       |
| 32,9 | 65,0 | 2,0        | 100   | 95,81 |

1 — доля отвечавших на вопрос о языке от всего населения.
| Использование ирландского языка (Тема 3 — 2 : Говорящие по-ирландски от 3 лет и старше по частоте использования ирландского языка, 2006) |                                                            |                                               |                                               |                                               |                                               |                                               |       |                                     |      |
| Как часто и где Вы говорите по-ирландски?                                                                                                |                                                            |                                               |                                               |                                               |                                               |                                               |       |                                     |      |
| ежедневно, только в образовательных учреждениях                                                                                          | ежедневно, как в образовательных учреждениях, так и вне их | в других местах (вне образовательной системы) | в других местах (вне образовательной системы) | в других местах (вне образовательной системы) | в других местах (вне образовательной системы) | в других местах (вне образовательной системы) | сумма | всего, отвечавших на вопрос о языке | 2006 |
| ежедневно, только в образовательных учреждениях                                                                                          | ежедневно, как в образовательных учреждениях, так и вне их | ежедневно                                     | каждую неделю                                 | реже                                          | никогда                                       | не указано                                    | сумма | всего, отвечавших на вопрос о языке | 2006 |
| 290 | 3                                                          | 24                                            | 57                                            | 406                                           | 261                                           | 25                                            | 1066  | 3238                                | 3381 |
| Доля от всех отвечавших на вопрос о языке, %                                                                                             |                                                            |                                               |                                               |                                               |                                               |                                               |       |                                     |      |
| 9,0 | 0,1                                                        | 0,7                                           | 1,8                                           | 12,5                                          | 8,1                                           | 0,8                                           | 32,9  | 100                                 |      |

| Типы частных жилищ (Тема 6 — 1(a) : Число частных домовладений по типу размещения, 2006) |          |         |                 |            |       |      |
| Отдельный дом                                                                            | Квартира | Комната | Переносные дома | не указано | сумма | 2006 |
| 1132                                                                                     | 107      | 10      | 1               | 35         | 1285  | 3381 |

Здесь в 2014-2015 годах жил Johnyboy.